# Careproctus colletti
Careproctus colletti és una espècie de peix pertanyent a la família dels lipàrids.

## Descripció
- Fa 44 cm de llargària màxima (normalment, en fa 27) i 1.200 g de pes.
- Nombre de vèrtebres: 59 - 65.[6][7]

## Hàbitat
És un peix marí i batidemersal que viu entre 64 i 1.350 m de fondària (normalment, entre 400 i 600).

## Distribució geogràfica
Es troba des del mar del Japó i el mar d'Okhotsk fins al golf d'Alaska.

## Longevitat
La seua esperança de vida és de 6 anys.

## Observacions
És inofensiu per als humans.